# Doubs
Doubs är ett franskt departement i regionen Bourgogne-Franche-Comté, beläget vid floden Doubs mellersta del. Departementet, som i öster gränsar till Schweiz, har en area på 5 234 km² och omkring 520 000 invånare. Huvudort är Besançon. I den tidigare regionindelningen som gällde fram till 2015 tillhörde Doubs regionen Franche-Comté. 
Doubs ligger på Juraplatån och omfattar i öst delar av Jurabergen, med Mont d'Or (1 460 m ö.h.) som högsta punkt. Klimatet är kyligt och fuktigt. De högre liggande stråken används till boskapshållning, med produktion av de kända Gruyère-ostarna. I låglandet odlas vete, grönsaker, frukt och vindruvor. Industrin i departementet är betydlig; Besançon är centrum för den franska klockindustrin, och Montbéliard är ett viktigt centrum för bilindustrin (Peugeot).